# Кораблі в Ліссі (фільм, 1965)
«Кораблі в Ліссі» — радянський фільм-спектакль, поставлений в 1965 році на Ленінградському телебаченні режисерами Давидом Карасиком і Львом Додіним за мотивами оповідань Олександра Гріна «Капітан Дюк», «Комендант порту», «Кораблі в Ліссі».

## Сюжет
П'ять вітрильників блоковані в порту Лісса ворожим капером (мабуть, Грінландія, або її метрополія, вела з кимось війну). Капітани чотирьох з цих вітрильників зібралися за столом готелю «Понеси горе», розмірковуючи, як вийти в море, обдуривши пильність корсара. Капітана п'ятого вітрильника (бригантини «Феліцата») на березі не бачили; ходили тільки чутки, що ця бригантина навантажена золотом, і капер полює саме за нею. І ось в готель увійшов Бітті-Бой, який мав репутацію лоцмана, що приносить щастя. Капітани навперебій пропонують лоцманові вести свої судна. Лоцман пропонує вирішити суперечку за допомогою умовного жереба. Моряки вирішили кинути «живий жереб» — вони запримітили в бухті баклана: до якого корабля підпливе птах, туди і піде лоцман. Успіх випав Естампу, капітану вітрильника «Арамея». Бітті-Бой обіцяв прибути на це судно, обмовившись, що цьому може перешкодити одна обставина…

## У ролях
- Ізіль Заблудовський — головна роль
- Віталій Ілліч — капітан
- Сергій Коковкін — головна роль
- Іван Краско — головна роль
- Всеволод Кузнецов — головна роль
- Рем Лебедєв — епізод
- Олексій Петренко — епізод
- Роман Литвинов — епізод
- Тамара Румянцева — Ассоль
- Герман Лупекін — епізод
- Володимир Максимов — епізод
- Ліліан Малкіна — епізод
- Роберт Петров — епізод
- Володимир Смирнов — епізод
- Олександр Соколов — епізод
- Євген Соляков — епізод
- Наталія Тенякова — епізод
- Юрій Цапін — епізод
- Володимир Еренберг — епізод
- Віктор Костецький — епізод

## Знімальна група
- Режисери — Давид Карасик, Лев Додін
- Оператор — Микола Лебедєв
- Композитори — Яків Вайсбурд, Вадим Кузнецов
- Художник — Сергій Скінтєєв